# Lars Bertmar
Lars Bertmar (nacido en 1945) es un empresario sueco que desempeñó los cargos de director general y presidente del consejo de administración del banco de inversiones Carnegie. Posee un doctorado y ofrece conferencias en la Escuela de Economía de Estocolmo.
Bertmar se graduó de la Escuela de Economía de Estocolmo en 1977. Tras trabajar en varias empresas, incluyendo su cargo como vicepresidente en Handelsbanken, asumió la dirección general de Carnegie en 1990. Después de 13 años en ese puesto, renunció y fue sucedido por Karin Forseke. Posteriormente, ocupó la presidencia del consejo de administración de la empresa. En 2006, renunció a este cargo y fue reemplazado por Christer Zetterberg.
Además, es miembro de la Real Academia Sueca de Ingeniería.